# Sultan Ismanow
Sultan Ismanow (kirgisisch Султан Исманов; * 13. März 2004) ist ein kirgisischer Eishockeyspieler, der seit 2023 bei den Tottenham Railers in der Greater Metro Hockey League spielt.

## Karriere
Sultan Ismanow spielte zunächst bei Ala-Too Dordoi aus der Stadt Naryn in der kirgisischen Liga. Seit 2023 spielt er für die Tottenham Railers in der Greater Metro Hockey League in Kanada.

### International
Im Juniorenbereich spielte Ismanow erstmals beim IIHF U20 Challenge Cup of Asia 2019, wo er mit seinem Team die Silbermedaille gewann, für Kirgisistan. Zudem nahm er 2022, 2023 und 2024 an der U20-Weltmeisteschaft der Division III teil.
Für die Herren-Auswahl Kirgisistans nahm Ismanow erstmals an der Weltmeisterschaft der Division IV 2022, als er als bester Stürmer des Turniers zum Aufstieg in die Division III beitrug, teil. Dort spielte er dann bei der Weltmeisterschaft 2023, als der Aufstieg von der B- in die A-Gruppe gelang, in der er schließlich 2024 antrat. Zudem vertrat er seine Farben bei den Winter-Asienspielen 2025.

## Erfolge und Auszeichnungen
- 2019 Silbermedaille beim IIHF U20 Challenge Cup of Asia
- 2022 Aufstieg in die Division III, Gruppe B, bei der Weltmeisterschaft der Division IV
- 2022 Bester Stürmer Weltmeisterschaft der Division IV
- 2023 Aufstieg in die Division III, Gruppe A, bei der Weltmeisterschaft der Division III, Gruppe B